# Place d'Italie (Liège)
 (juillet 2011).
Si vous disposez d'ouvrages ou d'articles de référence ou si vous connaissez des sites web de qualité traitant du thème abordé ici, merci de compléter l'article en donnant les références utiles à sa vérifiabilité et en les liant à la section « Notes et références ».
Pour les articles homonymes, voir Place d'Italie.
La place d'Italie est une place liégeoise bordée par la Meuse, enjambée par le pont Albert Ier, et le canal de la Dérivation. Elle fait face aux Terrasses qui jouxtent l'avenue Rogier.

## Historique
Dès les années 1920-1930, les premiers immeubles en hauteur apparaissent à Liège le long de la Dérivation ou de la Meuse, encouragés par une nouvelle législation sur la copropriété datant de 1924. Considéré comme le premier building de Liège, la résidence du Parc (architecte Camille Damman, 1937), immeuble principal de la place d'Italie bénéficie en façade principale d'une implantation dégagée avec une large zone de recul. Du côté de la Dérivation, l'arrière de l'immeuble est beaucoup moins soigné.
À l'angle du quai Marcellis et de la place d'Italie, l'architecte Jean Plumier dessine un immeuble luxueux, paré de pierres, la Résidence Astrid. L'architecture, marquée par le style des années 1950, fait face au port des yachts et aux Terrasses.
En 2011, le peintre Willoos réalise au dos de cet immeuble une fresque audacieuse, dont les couleurs vives répondent aux rouges de la Médiacité de l'architecte Ron Arad et au nouveau siège de la RTBF illuminé, la nuit, des couleurs les plus fauves. 
En vis-à-vis, l'hôtel Alliance, autrefois Holiday Inn, érigé en 1971 dans le style américain reçoit les visiteurs du Palais des Congrès situé dans parc de la Boverie, au bord de la Meuse. Construit entre 1956 et 1958, le Palais des Congrès est l'œuvre du groupe d'architectes l'Équerre.
Le pont Albert Ier est flanqué à chacune de ses extrémités de nus africains couchés figurant d'une part la terre (côté quai Marcellis) et le fleuve (côté Palais des congrès), œuvres de George Grard. L'artiste est unanimement reconnu comme un des grands sculpteurs belges. Il est resté toute sa vie fidèle à un thème unique : l'amour du corps féminin. En 1957, Grard travaille un mois au Congo belge, sa sculpture évolue vers des corps de femmes étirées qui renvoient à la nature. 
Ces sculptures sont coulées par une fonderie suisse, en bronze selon la technique de la cire perdue. Au cours des années 1960, son travail du bronze évolua. Contrairement aux patines sombres à texture lisse, on voit, comme ici, apparaître la surface accidentée d'une fonte brute qui souligne davantage les contrastes entre les zones sombres et les zones éclairées. 
La place, qui forme un rond-point, ferait l'objet d'une rénovation prochaine destinée à lui rendre le lustre à laquelle elle peut prétendre.

## Voies adjacentes
- Pont Albert Ier
- Quai Marcellis
- Tunnel sous la Dérivation
- Rue Renoz
- Rue du Parc
- Esplanade de l'Europe